# Радянська площа (Ялта)
Радянська площа — головна площа Ялти побудована на честь 50-х роковин утворення СРСР.

## Історія
В 1950-х роках на місці сьогоднішньої площі була нафтобаза. Із споруд тут панували металеві циліндри — місткості для нафтопродуктів. За ними, у бік гір, починався так званий «Мордвиновський парк» і тягнувся до села Ущельного. Сад складався в основному з тополь, посаджених уздовж берега річки.

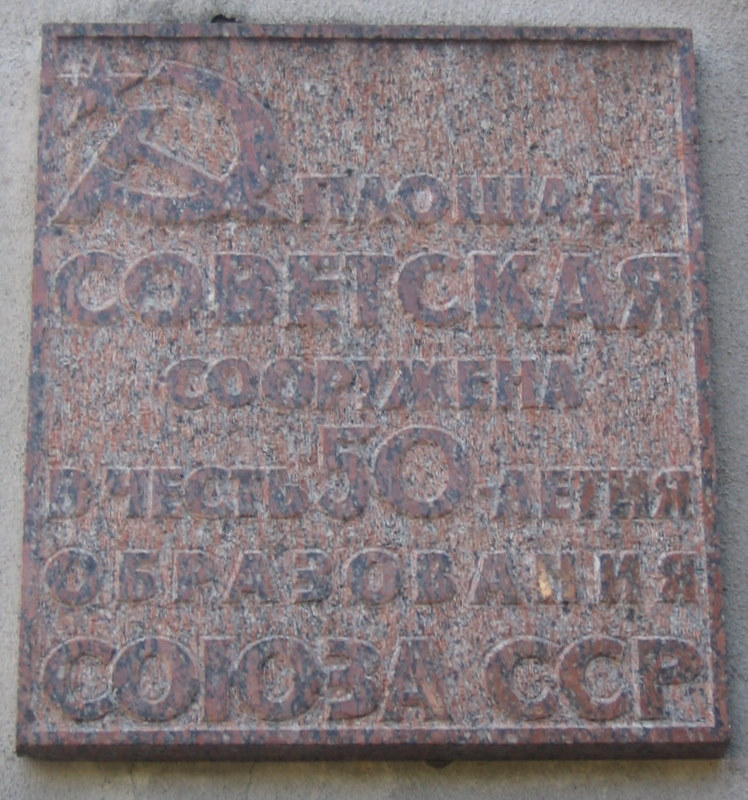
Анотаційна дошка на будинку міськради

Площа, як архітектурний комплекс, створювалася не відразу. Спочатку побудували будинок для міського комітету Компартії України і декілька пізніше — для міськради (автор проєкту — архітектор І. Г. Татієв). Потім на майбутній площі з'являється будівля сучасної архітектури — кінотеатр «Сатурн» (автор проєкту — той же І. Г. Татієв), в 1970 році побудували п'ятиповерховий (п'ятий — дах) «Будинок торгівлі». У центрі площі — басейн з фонтанами, які з системою оборотної води служать для створення штучного клімату «Будинку торгівлі».
Між будівлею міськради і басейном з фонтанами від колишнього «Мордвинівського парку» збереглися три старі платани.